# 조계산
조계산(曹溪山)은 전라남도 순천시에 있는 높이 884m의 호남정맥의 산이다. 1979년 12월 26일 도립공원으로 지정되었다.
원래 이름은 송광산(松廣山)인데, 고려 희종이 조계산으로 바꾸었다.
봄철의 벚꽃이 대단하고 가을철의 단풍이 유명하다.

## 같이 보기
- 한국의 산
- 송광사
- 호남정맥